# Kertesziomyia neptunus
Kertesziomyia neptunus är en tvåvingeart som först beskrevs av de Meijere 1911.  Kertesziomyia neptunus ingår i släktet Kertesziomyia och familjen blomflugor. Inga underarter finns listade i Catalogue of Life.